# Нестеренко, Максим
Макси́м Нестере́нко (годы рождения и смерти — неизвестны) — украинский военный, политический и дипломатический деятель XVII века, Корсунский полковник Войска Запорожского (1648, 1652—1653), наказной полковник (в 1655). Один из сподвижников Богдана Хмельницкого. Шляхтич герба Побог.
И. Крипякевич назвал Нестеренко среди тех «старинных» полковников (наряду с Бурлеем, Джалалилем и Вешняком), чьи реестровые полки составляли основу казацко-повстанческой армии Богдана Хмельницкого.